# New Britain (musikalbum)
New Britain är ett musikalbum med Whitehouse, utgivet 1982 av skivbolaget Come Organisation.

## Låtlista
1. Movement 1982 (3:46)
2. Roman Strength (3:53)
3. Will To Power (3:43)
4. New Britain (3:52)
5. Ravensbruck (3:56)
6. Kriegserklarung (3:56)
7. Viking Section (3:56)
8. Active Force (3:19)